# 克拉科夫猶太文化節

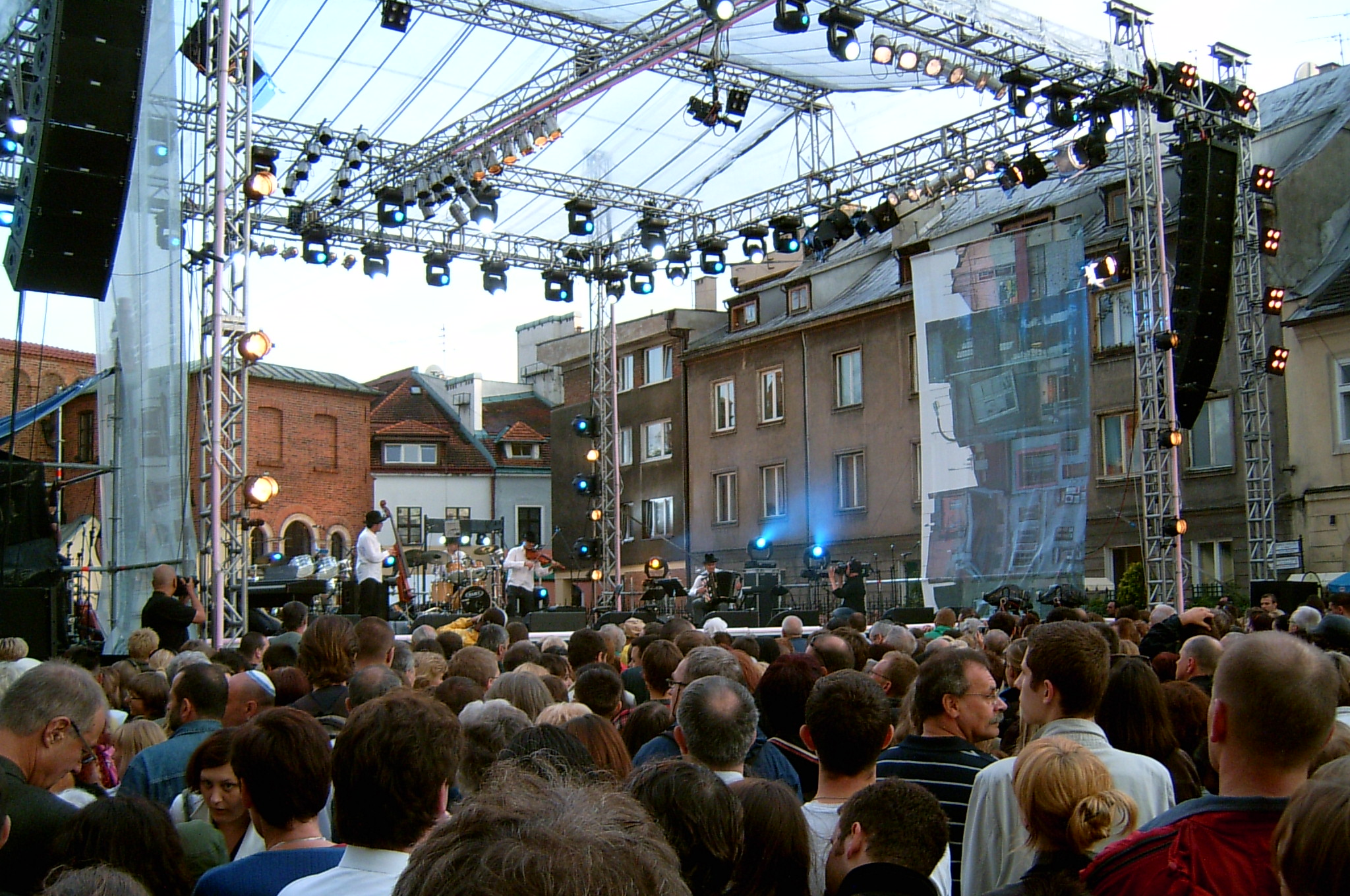
2017年克拉科夫猶太文化節閉幕演唱會「Szalom na ul. Szerokiej」

克拉科夫猶太文化節是一項於1988年開始舉辦的文化活動，地點在波蘭克拉科夫的卡齊米日區。該活動的發起人為亞努什·馬庫何及克日施托夫·傑拉特，目的為推廣猶太文化。
克拉科夫猶太文化節呈現由以色列及散居海外的猶太人所創造的當代文化，也是同類文化節裡規模最大的。
1988年，波蘭共產主義正式結束的前一年，亞努什·馬庫何和克時施托夫·傑拉特組織了一系列活動，介紹了波蘭猶太人的過去，以及猶太人對波蘭發展的貢獻。而這也是二戰後，猶太人首次在文化社會爭議中，獲得正面的對待。多年以來，猶太文化相關事物在波蘭一直被視為禁忌。大屠殺期間遭受殺害及1968年被驅逐出境的猶太人，並不屬於波蘭社會記憶的一部分。透過這個節日，猶太人在波蘭重新獲得身分認同。
克拉科夫猶太文化節展示來自世界各地的猶太文化的多樣性和美感。每年的活動為期10天，舉辦包括工作坊、講座、研討會、導覽行程等近300場活動，另也包括各種音樂活動。

## 外部連結
克拉科夫猶太文化節官網 （页面存档备份，存于）